# Nové Kocbeře
Nové Kocbeře (do roku 1950 Nová Kočbeř, německy Neu Rettendorf) je část obce Kocbeře v okrese Trutnov. Nachází se na severovýchodě Kocbeří. Prochází zde silnice I/37. V roce 2009 zde bylo evidováno 74 adres. V roce 2001 zde trvale žilo 332 obyvatel.
Nové Kocbeře leží v katastrálním území Kocbeře o výměře 10,93 km2.
V Nových Kocbeřích se nachází fotbalové hřiště, na kterém hraje místní klub TJ Jiskra Kocbeře.